# Hypseleotris leuciscus
Hypseleotris leuciscus är en fiskart som först beskrevs av Bleeker, 1853.  Hypseleotris leuciscus ingår i släktet Hypseleotris och familjen Eleotridae. Inga underarter finns listade i Catalogue of Life.